# Opex
OPEX (av engelskans operating expense, operating expenditure, operational expense eller operational expenditure) är löpande kostnader för att underhålla en produkt, tjänst eller ett system. Det kan t.ex. vara förbrukningsmaterial, löner eller lokalhyra.
Dess motpart är capex (Capital Expenses) som är kostnader för nyutveckling eller nya investeringar t.ex. inköp av nya maskiner.
Låg capex men hög opex innebär att investeringskostnaderna för en ny produkt inte är så stora, men att de rörliga kostnaderna för att hålla igång hela driften är betydande.